# Daniel Schacter
Daniel Schacter is hoogleraar Psychologie aan de Harvard-universiteit in de VS. Zijn onderzoek richt zich vooral op het impliciete geheugen en de eigenschappen hiervan, waaronder priming. Verder heeft hij zich beziggehouden met fouten en vergissingen van het menselijk geheugen en de geheugenfuncties bij de ziekte van Alzheimer.
Zijn bekendste boeken zijn: Searching for Memory: The Brain, the Mind, and the Past (De kunst van het geheugen, Anthos) (1996); Forgotten ideas, neglected pioneers: Richard Semon and the story of memory. (2001); The Seven Sins of Memory: How the Mind Forgets and Remembers (2001).